# مانوئلا کالیلی
مانوئلا کالیلی (به انگلیسی: Manuella Kalili) (زادهٔ ۲ نوامبر ۱۹۱۲) شناگر اهل ایالات متحده آمریکا است.